# Jan Tomaka
Jan Walenty Tomaka (* 15. Januar 1949 in Nowa Wieś) ist ein polnischer Politiker der Platforma Obywatelska (Bürgerplattform).
Tomaka besuchte das Gymnasium in Rzeszów. Anschließend studierte er an der Berg- und Hüttenakademie Krakau, welche er 1971 abschloss. 1971 bis 1982 arbeitete Jan Tomaka im Woiwodschaftsamt der Woiwodschaft Rzeszów. Zugleich war er von 1972 bis 1982 in einem Wasserwirtschaftsunternehmen (Przedsiębiorstwo Hydrogeologiczne) in Krakau. 1982 bis 1990 war er als leitender Angestellter eines Planungsbüros für die Melioration in Rzeszów. Als Gemeinderat und Gemeindevorsteher (wójt) der Landgemeinde Trzebownisko war Tomaka 1990 bis 1998 tätig. 1993 bis 1994 war er weiterhin stellvertretender Woiwode der Woiwodschaft Karpatenvorland. 1997 wurde er für die Stronnictwo Konserwatywno-Ludowe (Konservative Volkspartei) Leiter des Woiwodschaftsverbandes. 2001 wechselte er in derselben Position zur neu gegründeten Platforma Obywatelska. In den Jahren 1999 bis 2000 war er Vizemarschall der Woiwodschaft Karpatenvorland. Bei den Parlamentswahlen in Polen 2001 konnte Jan Tomaka erstmals ein Mandat für den Sejm erringen. 2004 war er kurzzeitig Mitglied des Europäischen Parlaments. Auch bei den Wahlen 2005 und den vorgezogenen Wahlen 2007 gelang ihm der Einzug in das Parlament. Am 2. April 2011 legte er sein Mandat nieder.
Jan Tomaka ist verheiratet und hat vier Kinder.